# Robert Kiesel
Robert « Bob » Allan Kiesel (né le 30 août 1911 à Sacramento — mort le 6 août 1993 à Boise) était un athlète américain, spécialiste du sprint.
Il remporte les Championnats IC4A à la fois sur 100 m et sur 200 m en 1934. Lors des Jeux de Los Angeles, en 1932, il est le premier relayeur du relais 4 × 100 m américain qui remporte la médaille d'or avec un nouveau record du monde porté à 40 s 0.